# Phyllis
- Commons
- Wikispecies

Phyllis L. é um género botânico pertencente à família Rubiaceae.

## Sinonímia
- Bupleuroides Moench
- Nobula Adans.

## Espécies
Apresenta 7 espécies:
- Phyllis galopina
- Phyllis indica
- Phyllis nobla
- Phyllis parviflora
- Phyllis pauciflora
- Phyllis viridis
- Phyllis viscosa

## Classificação do gênero
| Sistema | Classificação                    | Referência               |
| ------- | -------------------------------- | ------------------------ |
| Linné   | Classe Pentandria, ordem Digynia | Species plantarum (1753) |